# Едісон (Небраска)
Едісон (англ. Edison) — селище (англ. village) в США, в окрузі Фернас штату Небраска. Населення — 111 особа (2020).

## Географія
Едісон розташований за координатами 40°16′40″ пн. ш. 99°46′35″ зх. д. / 40.27778° пн. ш. 99.77639° зх. д. (40.277659, -99.776306).  За даними Бюро перепису населення США в 2010 році селище мало площу 0,69 км², уся площа — суходіл.

## Демографія
Згідно з переписом 2010 року, у селищі мешкали 133 особи в 60 домогосподарствах у складі 36 родин. Густота населення становила 193 особи/км².  Було 84 помешкання (122/км²).
Расовий склад населення:
| - 97,7 % — білих - 0,8 % — вихідців з тихоокеанських островів - 0,8 % — корінних американців |

До двох чи більше рас належало 0,8 %. Частка іспаномовних становила 0,8 % від усіх жителів.
За віковим діапазоном населення розподілялося таким чином: 22,6 % — особи молодші 18 років, 60,9 % — особи у віці 18—64 років, 16,5 % — особи у віці 65 років та старші. Медіана віку мешканця становила 45,4 року. На 100 осіб жіночої статі у селищі припадало 133,3 чоловіків;  на 100 жінок у віці від 18 років та старших — 128,9 чоловіків також старших 18 років.
Середній дохід на одне домашнє господарство  становив 41 363 долари США (медіана — 35 313), а середній дохід на одну сім'ю — 41 020 доларів (медіана — 28 333). За межею бідності перебувало 17,1 % осіб, у тому числі 37,8 % дітей у віці до 18 років та 5,4 % осіб у віці 65 років та старших.
Цивільне працевлаштоване населення становило 72 особи. Основні галузі зайнятості: роздрібна торгівля — 40,3 %, освіта, охорона здоров'я та соціальна допомога — 16,7 %, транспорт — 9,7 %, виробництво — 5,6 %.